# Serie A2 2016-2017 (pallacanestro femminile)
Il campionato di Serie A2 di pallacanestro femminile 2016-2017 è  il trentasettesimo organizzato in Italia.

## Regolamento
Il numero delle società è sceso a 27. Dalla Serie A1 sono retrocesse il CUS Cagliari e la Geas Sesto San Giovanni, mentre hanno rinunciato alla iscrizione in Serie A1 la Cestistica Azzurra Orvieto che è così scesa in A2 e il Basket Parma che ha rinunciato anche all'iscrizione all'A2.
Inoltre, hanno rinunciato all'iscrizione in A2 le aventi diritto Alfagomma Castel San Pietro, Le Farine Magiche Ariano Irpino e Pallacanestro Viareggio.
Promosse dalla Serie B sono Salerno Basket 92 e Basket Club Bolzano.
Secondo le Disposizioni Organizzative Annuali le 28 squadre partecipanti sono suddivise in due gironi da 14 squadre su base geografica. Viene disputata una Prima Fase con incontri di andata e ritorno.
Al termine della Prima Fase, le prime 8 squadre classificate di ogni girone sono ammesse ai Play Off promozione, che decretano l'unica promozione in Serie A1. Ogni turno di Play Off è al meglio delle 3 gare. Le due squadre vincenti i play off disputano uno spareggio con gare di andata e ritorno.
Le squadre classificate al 12º e al 13º posto di ogni girone sono ammesse ai Play Out che decretano due retrocessioni in Serie B.
Le squadre classificate al 14º (ed ultimo) posto di ogni girone retrocedono direttamente in Serie B.

## Prima fase

### Girone A

#### Classifica
|  |     | Classifica                      | Pt | G  | V  | P  | PtF  | PtS  | Dif  |
|  | --- | ------------------------------- | -- | -- | -- | -- | ---- | ---- | ---- |
|  | 1.  | Geas Sesto San Giovanni         | 44 | 26 | 22 | 4  | 1761 | 1323 | +438 |
|  | 2.  | Scotti USE Rosa Empoli          | 42 | 26 | 21 | 5  | 1721 | 1527 | +194 |
|  | 3.  | Ceprini Costruzioni Orvieto     | 40 | 26 | 20 | 6  | 1778 | 1527 | +251 |
|  | 4.  | Tec-Mar Crema                   | 38 | 26 | 19 | 7  | 1695 | 1384 | +311 |
|  | 5.  | Il Ponte Casa d'Aste Milano     | 36 | 26 | 18 | 8  | 1621 | 1383 | +238 |
|  | 6.  | B&P Costa Masnaga               | 34 | 26 | 17 | 9  | 1873 | 1553 | +320 |
|  | 7.  | Basket Club Castelnuovo Scrivia | 32 | 26 | 16 | 10 | 1498 | 1472 | +26  |
|  | 8.  | Fassi Albino                    | 24 | 26 | 12 | 14 | 1466 | 1577 | -111 |
|  | 9.  | Basket San Salvatore Selargius  | 18 | 26 | 9  | 17 | 1613 | 1636 | -23  |
|  | 10. | Virtus Cagliari                 | 18 | 26 | 9  | 17 | 1525 | 1676 | -151 |
|  | 11. | Castel Carugate                 | 14 | 26 | 7  | 19 | 1489 | 1812 | -323 |
|  | 12. | CUS Cagliari                    | 12 | 26 | 6  | 20 | 1362 | 1700 | -338 |
|  | 13. | Itas Aew Bolzano                | 10 | 26 | 5  | 21 | 1495 | 1762 | -267 |
|  | 14. | Mercede Alghero                 | 2  | 26 | 1  | 25 | 1333 | 1898 | -565 |

#### Risultati
| Risultati                       | ALG   | BOL   | CUS    | CAR   | CAS   | COS   | CRE   | FAS   | MIL   | ORV   | SSS   | SSG   | UEM   | VCA   |
| ------------------------------- | ----- | ----- | ------ | ----- | ----- | ----- | ----- | ----- | ----- | ----- | ----- | ----- | ----- | ----- |
| Mercede Basket Alghero          |       | 52-76 | 50-44  | 71-76 | 52-63 | 44-71 | 61-83 | 39-63 | 55-59 | 62-84 | 62-78 | 40-82 | 59-75 | 66-72 |
| Itas Aew Bolzano                | 68-49 |       | 66-57  | 65-68 | 48-63 | 82-87 | 49-77 | 73-61 | 28-65 | 63-85 | 67-55 | 55-58 | 54-57 | 70-82 |
| CUS Cagliari                    | 73-57 | 60-54 |        | 54-56 | 61-50 | 48-70 | 53-85 | 61-72 | 45-73 | 55-53 | 48-55 | 43-60 | 77-78 | 64-60 |
| Castel Carugate                 | 67-47 | 69-68 | 72-61  |       | 59-70 | 62-73 | 46-71 | 42-69 | 37-68 | 57-78 | 75-80 | 44-74 | 58-67 | 55-53 |
| Basket Club Castelnuovo Scrivia | 66-59 | 54-49 | 63-38  | 78-58 |       | 57-84 | 63-50 | 55-48 | 61-52 | 50-64 | 49-43 | 57-58 | 65-58 | 40-54 |
| B&P Costa Masnaga               | 93-52 | 96-42 | 103-50 | 86-45 | 49-64 |       | 70-72 | 64-66 | 54-60 | 84-79 | 66-64 | 61-51 | 71-74 | 84-65 |
| Tec-Mar Crema                   | 76-25 | 77-56 | 55-41  | 82-62 | 55-32 | 54-59 |       | 84-50 | 59-56 | 54-57 | 70-51 | 51-57 | 59-40 | 64-42 |
| Fassi Albino                    | 68-47 | 64-59 | 66-39  | 52-43 | 60-64 | 34-77 | 44-68 |       | 59-53 | 40-63 | 62-53 | 27-74 | 58-61 | 60-63 |
| Il Ponte Casa d'Aste Milano     | 78-41 | 81-47 | 67-46  | 64-49 | 57-45 | 67-64 | 35-45 | 68-60 |       | 66-54 | 58-50 | 54-62 | 75-54 | 73-52 |
| Ceprini Costruzioni Orvieto     | 73-51 | 74-56 | 72-52  | 76-57 | 58-31 | 78-63 | 71-60 | 76-54 | 68-61 |       | 67-62 | 52-50 | 66-65 | 63-51 |
| Basket San Salvatore Selargius  | 73-53 | 73-50 | 59-41  | 77-73 | 65-54 | 60-73 | 70-73 | 56-64 | 52-56 | 82-85 |       | 37-52 | 72-76 | 74-41 |
| Geas Sesto San Giovanni         | 85-36 | 76-50 | 80-46  | 79-46 | 73-84 | 71-57 | 73-52 | 75-46 | 65-46 | 70-62 | 79-52 |       | 66-58 | 62-43 |
| Scotti USE Rosa Empoli          | 77-41 | 61-46 | 70-44  | 79-50 | 68-57 | 62-38 | 63-57 | 68-51 | 71-64 | 63-62 | 70-62 | 63-61 |       | 78-58 |
| Virtus Cagliari                 | 75-62 | 61-54 | 54-61  | 70-63 | 52-63 | 50-76 | 58-62 | 52-68 | 60-65 | 68-58 | 72-58 | 61-68 | 56-65 |       |

### Girone B

#### Classifica
|  |     | Classifica                  | Pt | G  | V  | P  | PtF  | PtS  | Dif  |
|  | --- | --------------------------- | -- | -- | -- | -- | ---- | ---- | ---- |
|  | 1.  | Matteiplast Bologna         | 42 | 24 | 21 | 3  | 1480 | 1176 | +304 |
|  | 2.  | Velco Vicenza               | 42 | 24 | 21 | 3  | 1591 | 1133 | +458 |
|  | 3.  | B.Ethic Ferrara             | 36 | 24 | 18 | 6  | 1403 | 1186 | +217 |
|  | 4.  | Rittmeyer Marghera          | 32 | 24 | 16 | 8  | 1577 | 1419 | +158 |
|  | 5.  | INFA Civitanova Marche      | 32 | 24 | 16 | 8  | 1418 | 1295 | +123 |
|  | 6.  | Libertas SBS Udine          | 30 | 24 | 15 | 9  | 1439 | 1366 | +73  |
|  | 7.  | Ecodent Alpo                | 26 | 24 | 13 | 11 | 1458 | 1383 | +75  |
|  | 8.  | Fanola San Martino          | 16 | 24 | 8  | 16 | 1217 | 1395 | -178 |
|  | 9.  | CMO Castellammare di Stabia | 14 | 24 | 7  | 17 | 1375 | 1454 | -79  |
|  | 10. | Maddalena Vision Palermo    | 12 | 24 | 6  | 18 | 1169 | 1499 | -330 |
|  | 11. | Sistema Rosa Pordenone      | 12 | 24 | 6  | 18 | 1268 | 1474 | -206 |
|  | 12. | Defensor Viterbo            | 12 | 24 | 6  | 18 | 1184 | 1439 | -255 |
|  | 13. | Carpedil Salerno            | 6  | 24 | 3  | 21 | 1164 | 1524 | -360 |

#### Risultati
| Risultati                   | ALP   | BOL   | CAS   | CIV   | FER   | LSM   | MAR   | PAL   | POR   | SAL   | UDI   | VIC   | VIT   |
| --------------------------- | ----- | ----- | ----- | ----- | ----- | ----- | ----- | ----- | ----- | ----- | ----- | ----- | ----- |
| Ecodent Alpo                |       | 64-51 | 68-58 | 53-63 | 49-52 | 60-62 | 66-75 | 70-55 | 77-56 | 70-60 | 57-59 | 63-77 | 58-43 |
| Matteiplast Bologna         | 60-56 |       | 58-34 | 43-40 | 50-47 | 72-46 | 56-52 | 73-40 | 69-56 | 57-48 | 67-60 | 72-50 | 60-45 |
| CMO Castellammare di Stabia | 54-59 | 55-60 |       | 59-55 | 51-67 | 89-57 | 58-71 | 55-57 | 64-83 | 57-50 | 65-67 | 48-59 | 60-61 |
| INFA Civitanova Marche      | 72-63 | 59-50 | 61-60 |       | 68-40 | 54-37 | 71-67 | 62-54 | 62-51 | 72-52 | 55-61 | 54-55 | 63-44 |
| B.Ethic Ferrara             | 64-57 | 55-52 | 63-53 | 54-34 |       | 48-38 | 53-47 | 69-36 | 70-40 | 77-36 | 56-48 | 50-52 | 68-38 |
| Fanola San Martino          | 46-60 | 58-75 | 50-45 | 36-37 | 55-60 |       | 51-56 | 53-48 | 50-43 | 55-56 | 47-64 | 47-67 | 59-54 |
| Rittmeyer Marghera          | 67-58 | 46-58 | 70-58 | 86-82 | 75-80 | 69-54 |       | 68-51 | 74-54 | 81-30 | 65-44 | 58-73 | 75-55 |
| Maddalena Vision Palermo    | 51-57 | 29-61 | 44-67 | 49-65 | 51-67 | 58-55 | 62-58 |       | 61-58 | 46-51 | 58-68 | 37-61 | 59-56 |
| Sistema Rosa Pordenone      | 55-56 | 36-80 | 46-69 | 48-65 | 57-62 | 53-62 | 62-69 | 69-45 |       | 59-43 | 71-60 | 46-68 | 60-47 |
| Carpedil Salerno            | 43-51 | 47-71 | 48-50 | 67-73 | 37-76 | 37-60 | 72-73 | 53-44 | 42-44 |       | 61-70 | 40-67 | 56-68 |
| Libertas SBS Udine          | 61-66 | 45-62 | 50-63 | 69-34 | 61-47 | 52-48 | 65-70 | 55-47 | 64-48 | 77-46 |       | 58-54 | 68-61 |
| Velco Vicenza               | 57-53 | 60-62 | 84-48 | 63-58 | 55-42 | 83-32 | 69-55 | 87-23 | 55-27 | 73-37 | 75-56 |       | 72-38 |
| Defensor Viterbo            | 42-67 | 48-61 | 66-55 | 34-59 | 46-36 | 55-59 | 37-50 | 61-64 | 60-46 | 53-52 | 43-57 | 29-75 |       |

## Seconda fase

### Play Off Promozione

#### Quarti di finale
Date: 23, 27 ed eventuale 30 aprile 2017.
| Squadra 1                   | Totale | Squadra 2                       | Gara 1  | Gara 2  | Gara 3  |
| --------------------------- | ------ | ------------------------------- | ------- | ------- | ------- |
| Geas Sesto San Giovanni     | 2 - 0  | Fassi Albino                    | 66 - 44 | 42 - 31 | -       |
| Rittmeyer Marghera          | 2 - 1  | INFA Civitanova Marche          | 64 - 60 | 55 - 60 | 69 - 49 |
| Scotti USE Rosa Empoli      | 0 - 2  | Basket Club Castelnuovo Scrivia | 53 - 63 | 44 - 61 | -       |
| B.Ethic Ferrara             | 2 - 0  | Libertas SBS Udine              | 56 - 47 | 59 - 41 | -       |
| Matteiplast Bologna         | 2 - 1  | Fanola San Martino              | 68 - 38 | 48 - 52 | 52 - 43 |
| Tec-Mar Crema               | 2 - 0  | Il Ponte Casa d'Aste Milano     | 74 - 61 | 61 - 52 | -       |
| Velco Vicenza               | 2 - 0  | Ecodent Alpo                    | 78 - 50 | 58 - 47 | -       |
| Ceprini Costruzioni Orvieto | 0 - 2  | B&P Costa Masnaga               | 48 - 73 | 79 - 84 | -       |

#### Semifinali
Date: 7, 11 ed eventuale 14 maggio 2017
| Squadra 1               | Totale | Squadra 2                       | Gara 1  | Gara 2  | Gara 3  |
| ----------------------- | ------ | ------------------------------- | ------- | ------- | ------- |
| Geas Sesto San Giovanni | 2 - 0  | Rittmeyer Marghera              | 68 - 56 | 70 - 55 | -       |
| B.Ethic Ferrara         | 2 - 1  | Basket Club Castelnuovo Scrivia | 63 - 48 | 47 - 59 | 68 - 55 |
| Matteiplast Bologna     | 2 - 1  | Tec-Mar Crema                   | 49 - 45 | 49 - 60 | 57 - 47 |
| Velco Vicenza           | 2 - 1  | B&P Costa Masnaga               | 70 - 66 | 54 - 65 | 77 - 58 |

#### Finali
Date: 21, 25 ed eventuale 28 maggio 2017
| Squadra 1               | Totale | Squadra 2       | Gara 1  | Gara 2  | Gara 3  |
| ----------------------- | ------ | --------------- | ------- | ------- | ------- |
| Geas Sesto San Giovanni | 2 - 0  | B.Ethic Ferrara | 70 - 54 | 55 - 42 | -       |
| Matteiplast Bologna     | 2 - 1  | Velco Vicenza   | 68 - 52 | 39 - 51 | 56 - 54 |

#### Spareggio promozione
Date: 3 e 10 giugno 2017.
| Squadra 1               | Totale  | Squadra 2           | Andata  | Ritorno |
| ----------------------- | ------- | ------------------- | ------- | ------- |
| Geas Sesto San Giovanni | 87 - 91 | Matteiplast Bologna | 51 - 40 | 36 - 51 |

### Play Out Retrocessione

#### Finali
Date: 23, 27 ed eventuale 30 aprile 2017.
| Squadra 1        | Totale | Squadra 2        | Gara 1  | Gara 2  | Gara 3  |
| ---------------- | ------ | ---------------- | ------- | ------- | ------- |
| CUS Cagliari     | 2 - 0  | Carpedil Salerno | 72 - 46 | 77 - 62 | -       |
| Defensor Viterbo | 1 - 2  | Itas Aew Bolzano | 57 - 47 | 49 - 63 | 57 - 71 |

## Verdetti
- Promossa in Serie A1: Matteiplast Bologna (rinuncia alla promozione)
- Retrocesse in Serie B: Mercede Alghero e dopo i play-out, Carpedil Salerno e Defensor Viterbo
- Vincitrice Coppa Italia di Serie A2: B&P Costa Masnaga.